# Плоский (остров, губа Сайда)
Плоский — остров в Баренцевом море, территориально находится в ведомстве Александровского городского округа Мурманской области, Северо-Западный федеральный округ, Россия.

## Географическое положение
Остров Плоский расположен в юго-центральной части Баренцева моря, залив Сайда, северо-западная часть Кольского залива. Расстояние до материка 350 м в ближайшей точке острова. Остров Плоский расположен к северу от закрытого города Гаджиево, к западу от острова Ягельный и Ягельной бухты.

## Описание
Имеет треугольную форму с вершиной, направленной на юго-запад и входом на северной стороне. Длина острова порядка 830 м, максимальная ширина 400 м в северо-восточной части. В центре острова находится самая высокая точка — 36,3 м над уровнем моря. В южной части острова находится скала, на которой расположен маяк. Остров вытянутой формы с извилистыми берегами, замыкающий Ягельную Губу посередине.

## Соседние острова
- Остров Ягельный расположен в 130 м восточнее острова Плоского. Остров вытянутой формы с извилистыми берегами, замыкающий Ягельную Губу посередине.
- Остров Домашний, расположен в 1,7 км к юго-западу, неправильной формы с мысом на северо-западном побережье.
- Остров Продольный расположен в 2,4 км к юго-западу от острова Плоский и к востоку от острова Домашний. Остров узкой формы.